# Morinda morindoides
Morinda morindoides är en måreväxtart som först beskrevs av John Gilbert Baker, och fick sitt nu gällande namn av Milne-redh.. Morinda morindoides ingår i släktet Morinda och familjen måreväxter. Inga underarter finns listade i Catalogue of Life.